# Oiseau de Feu (navire)
Pour les articles homonymes, voir Oiseau de feu (homonymie).
L’Oiseau de Feu est un voilier de course.
Il fait l’objet d’un classement au titre objet des monuments historiques depuis le 6 novembre 1992.

## Historique
À la demande de Ralph Hawkes, commodore du RORC (Royal Ocean Racing Club), Charles Ernest Nicholson dessine un voilier  plus léger et rapide que ses prédécesseurs afin de gagner les régates hauturières comme le Fastnet. En 1937 sort du chantier Camper&Nicholson, Firebird X, dont les lignes racées rappellent l’élégance des 12M JI mais  tout en offrant un confort adapté à la grande croisière.
Jusqu’en 1939, il participe avec succès à bon nombre de courses du RORC comme le Fastnet, et la Semaine de Cowes. Après la guerre, il devient la propriété de Hugh M. Crankshaw puis de J.E. Green qui continuent à le faire figurer en hauts des classements et lui apportent sans doute les plus belles lignes de son palmarès.
Entre 1962 et 1973, il appartient successivement à Pierre Cointreau sous le nom de Flame II, puis Henri Rey sous le nom Vindilis II et est principalement utilisé en croisière.
C’est en 1973 que son nouveau propriétaire, Michel Perroud, lui redonne son nom d’origine Oiseau de Feu, quoique francisé, et lui offre dix belles années de régates et de croisière. En 1983, le bateau rompt ses amarres pendant un orage et coule. Renfloué, le bateau est sauvé par 6 mois de restauration.
Racheté par Pierre Lembo en 1989, il est envoyé à Saint-Malo pour une restauration totale au chantier Labbé, alors le charpentier de marine le plus célèbre du pays. Le pont en pin est remplacé par du teck, les bordés, varangues et membrures abîmées sont  remplacées et les emménagements intérieurs reconstruits conformément à ceux de l’époque. L’architecte naval Guy Ribadeau-Dumas lui dessine un nouveau gréement plus élancé. Dès lors, Oiseau de Feu porte 250 m2 de toile au près et 550 m2 au portant.
Le 6 novembre 1992, Oiseau de Feu accède au titre de monument historique français ! Après quelques saisons en Atlantique, il retourne en Méditerranée et continue à figurer en haut des classements de quasiment toutes les régates classiques du circuit.
Depuis 2007, son nouveau propriétaire Jean-Philippe L’Huillier, lui redonne une jeunesse en faisant une importante restauration en 2008-2009. 
Actuellement, Oiseau de Feu est probablement un des classiques naviguant et régatant le plus régulièrement, dans toute la Méditerranée.